# Mountainbike-Weltmeisterschaften 2008
Die 21. Mountainbike-Weltmeisterschaften fanden vom 15. bis 22. Juni 2008 im Val di Sole in der italienischen Provinz Trentino statt. Insgesamt standen 18 Entscheidungen in den Disziplinen Cross Country, Downhill, Four Cross und Trial auf dem Programm.

## Cross Country

### Männer
| Platz | Land | Sportler           | Zeit      |
| ----- | ---- | ------------------ | --------- |
| 1     | SUI  | Christoph Sauser   | 1:58:26 h |
| 2     | SUI  | Florian Vogel      | 2:01:21 h |
| 3     | SUI  | Ralph Näf          | 2:02:46 h |
| 4     | GBR  | Liam Killeen       | 2:03:09 h |
| 5     | SWE  | Fredrik Kessiakoff | 2:03:14 h |
| 6     | AUT  | Christoph Soukup   | 2:03:34 h |
| 7     | BEL  | Roel Paulissen     | 2:04:06 h |
| 8     | ESP  | Iñaki Lejarreta    | 2:04:30 h |

Datum: 22. Juni, 14:15 Uhr

Länge: 40,7 km

### Frauen
| Platz | Land | Sportlerin           | Zeit      |
| ----- | ---- | -------------------- | --------- |
| 1     | ESP  | Margarita Fullana    | 1:39:01 h |
| 2     | GER  | Sabine Spitz         | 1:40:44 h |
| 3     | RUS  | Irina Kalentjewa     | 1:41:21 h |
| 4     | CAN  | Marie-Hélène Prémont | 1:41:53 h |
| 5     | POL  | Maria Włoszczowska   | 1:42:47 h |
| 6     | CAN  | Catherine Pendrel    | 1:43:52 h |
| 7     | NOR  | Gunn-Rita Dahle      | 1:44:17 h |
| 8     | AUT  | Elisabeth Osl        | 1:44:30 h |

Datum: 22. Juni, 11:00 Uhr

Länge: 29,1 km

### Männer U23
| Platz | Land | Sportler          | Zeit      |
| ----- | ---- | ----------------- | --------- |
| 1     | SUI  | Nino Schurter     | 1:44:34 h |
| 2     | RSA  | Burry Stander     | 1:45:15 h |
| 3     | SUI  | Mathias Flückiger | 1:48:20 h |
| 4     | SUI  | Fabian Giger      | 1:49:28 h |
| 5     | FRA  | Stéphane Tempier  | 1:50:29 h |
| 6     | ARG  | Dario Gasco       | 1:53:00 h |
| 7     | CAN  | Raphaël Gagne     | 1:53:20 h |
| 8     | NED  | Frank Beemer      | 1:53:34 h |

Datum: 20. Juni, 13:00 Uhr

Länge: 34,9 km

### Frauen U23
| Platz | Land | Sportlerin            | Zeit      |
| ----- | ---- | --------------------- | --------- |
| 1     | SLO  | Tanja Žakelj          | 1:35:31 h |
| 2     | SUI  | Nathalie Schneitter   | 1:38:30 h |
| 3     | POL  | Aleksandra Dawidowicz | 1:38:46 h |
| 4     | UKR  | Nataliya Krompets     | 1:39:14 h |
| 5     | FRA  | Caroline Mani         | 1:39:35 h |
| 6     | CAN  | Emily Batty           | 1:40:31 h |
| 7     | FRA  | Julie Krasniak        | 1:41:25 h |
| 8     | FRA  | Julie Bresset         | 1:41:42 h |

Datum: 18. Juni, 13:00 Uhr

Länge: 23,4 km

### Junioren
| Platz | Land | Sportler              | Zeit      |
| ----- | ---- | --------------------- | --------- |
| 1     | SVK  | Peter Sagan           | 1:35:21 h |
| 2     | FRA  | Arnaud Jouffroy       | 1:36:55 h |
| 3     | SUI  | Matthias Rupp         | 1:38:12 h |
| 4     | GER  | Fabian Strecker       | 1:40:55 h |
| 5     | SUI  | Mirco Widmer          | 1:41:03 h |
| 6     | ITA  | Luca Braidot          | 1:41:04 h |
| 7     | NED  | Henk Moorlag          | 1:41:28 h |
| 8     | GER  | Marcus Schulte-Lünzum | 1:41:36 h |

Datum: 19. Juni, 11:00 Uhr

Länge: 29,4 km

### Juniorinnen
| Platz | Land | Sportlerin        | Zeit      |
| ----- | ---- | ----------------- | --------- |
| 1     | COL  | Laura Abril       | 1:16:08 h |
| 2     | HUN  | Barbara Benkó     | 1:16:46 h |
| 3     | GER  | Mona Eiberweiser  | 1:18:19 h |
| 4     | SUI  | Vivianne Meyer    | 1:19:27 h |
| 5     | POL  | Paula Gorycka     | 1:22:40 h |
| 6     | CAN  | Bianca Adolf      | 1:22:54 h |
| 7     | CZE  | Jana Valešová     | 1:23:54 h |
| 8     | ITA  | Cornelia Schuster | 1:24:04 h |

Datum: 18. Juni, 10:30 Uhr

Länge: 17,6 km

### Staffel
| Platz | Land | Sportler                                                                    | Zeit      |
| ----- | ---- | --------------------------------------------------------------------------- | --------- |
| 1     | FRA  | Jean-Christophe Péraud Arnaud Jouffroy Laurence Leboucher Alexis Vuillermoz | 1:24:45 h |
| 2     | SUI  | Florian Vogel Matthias Rupp Petra Henzi Nino Schurter                       | 1:27:07 h |
| 3     | ITA  | Marco Aurelio Fontana Gerhard Kerschbaumer Eva Lechner Cristian Cominelli   | 1:27:08 h |
| 4     | POL  | Marcin Karczyński Marek Konwa Maja Włoszczowska Dariusz Batek               | 1:27:33 h |
| 5     | CZE  | Jaroslav Kulhavý Jakub Magnusek Kateřina Nash Jan Škarnitzl                 | 1:28:10 h |
| 6     | CAN  | Raphaël Gagne Catherine Pendrel Derek Zandstra Evan Guthrie                 | 1:28:10 h |
| 7     | NED  | Bas Peters Erik Groen Laura Turpijn Jelmer Jubbega                          | 1:30:11 h |
| 8     | USA  | Georgia Gould John Bennett Sam Jurekovic Adam Craig                         | 1:30:12 h |

Datum: 17. Juni, 13:00 Uhr

Länge: 23,4 km

## Downhill

### Männer
| Platz | Land | Sportler         | Zeit        |
| ----- | ---- | ---------------- | ----------- |
| 1     | GBR  | Gee Atherton     | 3:12,12 min |
| 2     | GBR  | Steve Peat       | 3:14,74 min |
| 3     | AUS  | Samuel Hill      | 3:15,27 min |
| 4     | RSA  | Greg Minnaar     | 3:17,34 min |
| 5     | FRA  | Fabien Barel     | 3:17,92 min |
| 6     | NZL  | Justin Leov      | 3:17,96 min |
| 7     | FRA  | Mickael Pascal   | 3:20,12 min |
| 8     | FRA  | Julien Camellini | 3:21,31 min |

Datum: 21. Juni, 12:45 Uhr

Länge: 2250 m

### Frauen
| Platz | Land | Sportler        | Zeit        |
| ----- | ---- | --------------- | ----------- |
| 1     | GBR  | Rachel Atherton | 3:49,92 min |
| 2     | FRA  | Sabrina Jonnier | 4:01,91 min |
| 3     | FRA  | Emmeline Ragot  | 4:07,03 min |
| 4     | FRA  | Floriane Pugin  | 4:10,25 min |
| 5     | JPN  | Mio Suemasa     | 4:11,68 min |
| 6     | GBR  | Tracy Moseley   | 4:12,30 min |
| 7     | USA  | Kathleen Pruitt | 4:19,66 min |
| 8     | GBR  | Fionn Griffiths | 4:20,10 min |

Datum: 21. Juni, 12:20 Uhr

Länge: 2250 m

### Junioren
| Platz | Land | Sportler        | Zeit        |
| ----- | ---- | --------------- | ----------- |
| 1     | GBR  | Josh Bryceland  | 3:23,55 min |
| 2     | GBR  | Sam Dale        | 3:31,06 min |
| 3     | FRA  | Rémi Thirion    | 3:32,13 min |
| 4     | NZL  | Aari Barrett    | 3:32,47 min |
| 5     | NZL  | Brook MacDonald | 3:32,77 min |
| 6     | GBR  | Danny Hart      | 3:33,71 min |
| 7     | FRA  | Yannick Colomb  | 3:35,23 min |
| 8     | AUS  | Shaun O’Connor  | 3:36,24 min |

Datum: 21. Juni, 10:30 Uhr

Länge: 2250 m

### Juniorinnen
| Platz | Land | Sportler          | Zeit        |
| ----- | ---- | ----------------- | ----------- |
| 1     | FRA  | Anaïs Pajot       | 4:17,71 min |
| 2     | FRA  | Myriam Nicole     | 4:23,44 min |
| 3     | FRA  | Mélanie Pugin     | 4:46,46 min |
| 4     | CAN  | Miranda Miller    | 4:56,38 min |
| 5     | AUS  | Caroline Buchanan | 4:56,51 min |
| 6     | POR  | Aurea Agostinho   | 5:15,14 min |
| 7     | MEX  | Diana Dromundo    | 5:55,91 min |
| 7     | GER  | Leoni Dickerhoff  | 6:06,24 min |

Datum: 21. Juni, 10:30 Uhr

Länge: 2250 m

## Four Cross

### Männer
| Platz | Land | Sportler               |
| ----- | ---- | ---------------------- |
| 1     | ESP  | Rafael Alvarez de Lara |
| 2     | SUI  | Roger Rinderknecht     |
| 3     | FRA  | Mickael Deldycke       |
| 4     | AUS  | Jared Graves           |
| 5     | USA  | Brian Lopes            |
| 6     | GBR  | Scott Beaumont         |
| 7     | FRA  | Romain Saladini        |
| 8     | USA  | Ross Milan             |

Datum: 21. Juni, 17:00 Uhr

### Frauen
| Platz | Land | Sportlerin        |
| ----- | ---- | ----------------- |
| 1     | USA  | Melissa Buhl      |
| 2     | CZE  | Jana Horaková     |
| 3     | CZE  | Romana Labounková |
| 4     | NED  | Anneke Beerten    |
| 5     | AUS  | Caroline Buchanan |
| 6     | SUI  | Lucia Oetjen      |
| 7     | AUT  | Anita Molcik      |
| 8     | JPN  | Mio Suemasa       |

Datum: 21. Juni, 17:00 Uhr

## Trials

### Männer 26"
| Platz | Land | Sportler           | Punkte   |
| ----- | ---- | ------------------ | -------- |
| 1     | FRA  | Gilles Coustellier | 27       |
| 2     | FRA  | Vincent Hermance   | 33       |
| 3     | ESP  | Daniel Comas       | 39       |
| 4     | FRA  | Marc Caisso        | 40       |
| 5     | FRA  | Guillaume Dunand   | 43       |
| 6     | BEL  | Kenny Belaey       | 45       |
| 7     | ESP  | Benito Ros         | 47 (1x0) |
| 8     | GBR  | Ben Savage         | (0x0)    |

Datum: 20. Juni, 19:30 Uhr

### Männer 20"
| Platz | Land | Sportler               | Punkte        |
| ----- | ---- | ---------------------- | ------------- |
| 1     | ESP  | Benito Ros             | 11            |
| 2     | POL  | Rafal Kumorowski       | 32            |
| 3     | GER  | Sebastian Hoffmann     | 36            |
| 4     | GER  | Marco Thomä            | 43            |
| 5     | ESP  | Juan Daniel de la Peña | 49 (1x1)      |
| 6     | NED  | Rick Koekoek           | 49 (1x1, 3x2) |
| 7     | SVK  | Peter Bartak           | 49 (1x1, 1x2) |
| 8     | GBR  | Ben Savage             | 52            |

Datum: 19. Juni, 19:30 Uhr

### Frauen
| Platz | Land | Sportlerin    | Punkte |
| ----- | ---- | ------------- | ------ |
| 1     | ESP  | Gemma Abant   | 16     |
| 2     | SUI  | Karin Moor    | 20     |
| 3     | FRA  | Julie Pesenti | 21     |
| 4     | ESP  | Mireia Abant  | 34     |
| 5     | GER  | Elisa Brieden | 56     |
| 6     | GER  | Ulrike Wenzel | 80     |

Datum: 19. Juni, 10:15 Uhr

### Junioren 26"
| Platz | Land | Sportler        | Punkte |
| ----- | ---- | --------------- | ------ |
| 1     | SUI  | Loris Braun     | 18     |
| 2     | CAN  | James Barton    | 19,5   |
| 3     | FRA  | Kevin Aglae     | 27     |
| 4     | ESP  | Abel Mustieles  | 30     |
| 5     | FRA  | Thomas Persicot | 34     |
| 6     | SUI  | Jérôme Chapuis  | 35,5   |
| 7     | FRA  | Theau Courtes   | 37     |
| 8     | FRA  | Anthony Grenier | 61     |

Datum: 20. Juni, 18:00 Uhr

### Junioren 20"
| Platz | Land | Sportler            | Punkte   |
| ----- | ---- | ------------------- | -------- |
| 1     | ESP  | Abel Mustieles      | 25       |
| 2     | SUI  | Loris Braun         | 28       |
| 3     | CAN  | James Barton        | 30       |
| 4     | CZE  | Václav Kolar        | 36 (2x1) |
| 5     | FRA  | Theau Courtes       | 36 (1x1) |
| 6     | FRA  | Kevin Aglae         | 41       |
| 7     | BEL  | Rodrique Timellini  | 47       |
| 8     | ITA  | Francesco Policante | 49       |

Datum: 19. Juni, 18:00 Uhr

## Medaillenspiegel
| Platz | Land                   | Gold | Silber | Bronze | Gesamt |
| ----- | ---------------------- | ---- | ------ | ------ | ------ |
| 1     | Spanien                | 5    | -      | 1      | 6      |
| 2     | Schweiz                | 3    | 6      | 3      | 12     |
| 3     | Frankreich             | 3    | 4      | 6      | 13     |
| 4     | Vereinigtes Königreich | 3    | 2      | -      | 5      |
| 5     | Kolumbien              | 1    | -      | -      | 1      |
|       | Slowakei               | 1    | -      | -      | 1      |
|       | Slowenien              | 1    | -      | -      | 1      |
|       | Vereinigte Staaten     | 1    | -      | -      | 1      |
| 9     | Deutschland            | -    | 1      | 2      | 3      |
| 10    | Kanada                 | -    | 1      | 1      | 2      |
|       | Polen                  | -    | 1      | 1      | 2      |
|       | Tschechien             | -    | 1      | 1      | 2      |
| 13    | Südafrika              | -    | 1      | -      | 1      |
|       | Deutschland            | -    | 1      | -      | 1      |
| 15    | Australien             | -    | -      | 1      | 1      |
|       | Italien                | -    | -      | 1      | 1      |
|       | Russland               | -    | -      | 1      | 1      |